# موتور حاجی انور
موتور حاجی انور یا موتور ۲۳۱ روستایی در دهستان ریگ ملک بخش ریگ ملک شهرستان میرجاوه استان سیستان و بلوچستان ایران است.

## جمعیت
بر پایه سرشماری عمومی نفوس و مسکن در سال ۱۳۹۵ جمعیت این مکان ۳۰۶ نفر (۷۰خانوار) بوده‌است.